# Gil Goulart
Gil Diniz Goulart, mais conhecido como Gil Goulart (Angra dos Reis, 14 de Maio de 1844 — 16 de Abril de 1927) foi um advogado e político brasileiro, que exerceu o mandato de senador pelo estado do Espírito Santo entre 1891 e 1897.